# Onobrychis altissima
Onobrychis altissima är en ärtväxtart som beskrevs av Aleksandr Alfonsovitj Grossgejm. Onobrychis altissima ingår i släktet esparsetter, och familjen ärtväxter. Inga underarter finns listade i Catalogue of Life.